# Sumitomo Shōji
Sumitomo Shōji K.K. (jap. 住友商事株式会社, Sumitomo Shōji Kabushiki kaisha; engl. Sumitomo Corporation) ist ein japanischer Mischkonzern. Als eines der großen traditionellen Handelshäuser (Sōgō Shōsha) gehört es zu den 30 größten Unternehmen in Japan und ist der Kern der Sumitomo Group.

## Geschichte
Das Unternehmen wurde 1919 als Ōsaka Hokkō K.K. (大阪北港株式会社) gegründet und war ursprünglich in den Bereichen Immobilien, Landgewinnung und -entwicklung im Hafen von Osaka tätig. 
1944 entstand durch die Fusion mit der Sumitomo Building K.K. die Sumitomo Tochi Kōmu K.K. (住友土地工務), ein Jahr später die Nihon Kensetsu Sangyō K.K. (日本建設産業). Nach dem Zweiten Weltkrieg begann der Übergang zum Handelshaus, viele der gehandelten Produkte werden von Tochtergesellschaften bzw. unabhängigen Unternehmen der Sumitomo Group produziert.
Im Oktober 2016 begannen Gespräche zwischen Sumitomo und dem irischen Fruchthandelsunternehmen Fyffes. Ende des Jahres wurde das Unternehmen vollständig durch die Sumitomo Corporation, dem größten Bananenimporteur Japans, für 751 Millionen Euro übernommen.

## Unternehmen
Heute hat Sumitomo Shōji weltweit 148 Niederlassungen in 65 Ländern und 898 Tochterunternehmen. Rund 38 % der Erträge wurden im Geschäftsjahr 2006/07 (1. April–31. März) im Inland erzielt weitere 21 % im übrigen Asien und ein Viertel in Amerika. 
Die größten Beiträge zum Konzernergebnis leisteten mit je 14 % die Unternehmensbereiche Metall (kinzoku) und Verkehrs- und Baumaschinen (yusōki/kenki).